# Церковь Посещения Пресвятой Девы Марии (Трокели)
Церковь Посещения Пресвятой Девы Марии (бел. Касцёл Адведзінаў Найсвяцейшай Панны Марыі) — католический храм в агрогородке Трокели, Гродненская область, Белоруссия. Относится к Радунскому деканату Гродненского диоцеза. Памятник архитектуры с элементами барокко и классицизма.
Включён в Государственный список историко-культурных ценностей Республики Беларусь.
В некоторых источниках называется «костёлом Благовещения Пресвятой Девы Марии».

## История
Католический приход в Трокелях создан в 1500 году, принадлежал ордену иезуитов. В конце XVI века иезуиты привезли из Вильны образ Девы Марии, который с этого времени стал известен как икона Божией Матери Трокельской.
В 1656 году во время шведского потопа деревянный костёл в Трокелях был полностью сожжён, однако икона чудом уцелела. История повторилась в 1738 году, когда храм снова сгорел, но икона опять уцелела. Икона почиталась католиками чудотворной, к ней организовывались паломничества.
Современное здание храма построено в 1809 году. В 1928 году костёл реставрировался. В 1961 году храм закрыт, возвращён верующим в 1975 году. В 1994 году получил статус епархиального санктуария.
В 2009 году Трокельская икона была торжественно коронована кардиналом Казимиром Свёнтеком в присутствии 25 тысяч паломников.

## Архитектура
Храм Посещения построен из дерева, в архитектуре присутствуют черты барокко и классицизма. Здание костёла состоит из трёх одинаковых по высоте срубов — притвора, основной части и апсиды с боковыми низкими ризницами. Основной объём храма и притвор накрыты вальмовыми крышами, а ризницы — двускатными. Венчает храм маленький купол на гранёном барабане.
Интерьер храма — зальный. Потолок плоский, над алтарной частью — цилиндрический свод. Над входом находятся хоры на 4 колоннах. Деревянный алтарь выполнен в необарочных формах.

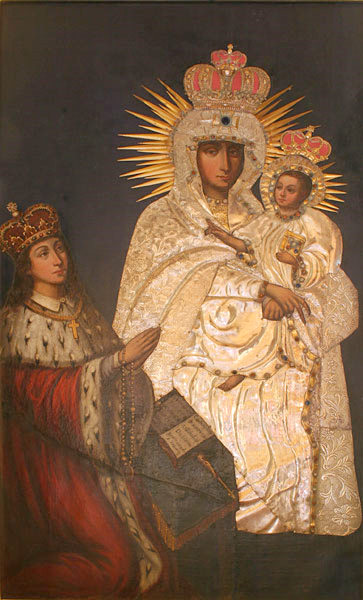
Икона Божией Матери Трокельской

Главная достопримечательность храма — икона Богоматери Трокельской. Образ относится к типу Матери Божьей Снежной, был привезён в Трокели около 1595 года из Вильны. Рядом с Богородицей изображён Святой Казимир, покровитель Великого княжества Литовского. Икона выполнена на полотне, имеет размеры 180х100 см, автор неизвестен.
К северу от храма стояла деревянная двухъярусная каркасная колокольня (не сохранилась).